# Leuroserica lateralis
Leuroserica lateralis är en skalbaggsart som beskrevs av Gilbert John Arrow 1946. Leuroserica lateralis ingår i släktet Leuroserica och familjen Melolonthidae. Inga underarter finns listade i Catalogue of Life.